# Dollgower See
Der Dollgower See ist ein etwa 18 ha großer Natursee im Norden Brandenburgs.

## Geographie
Der See ist Teil des Rheinsberger Seengebiets und liegt etwa 9 km östlich von Rheinsberg knapp außerhalb des Naturparks Stechlin-Ruppiner Land. Der See wird vom Kleinen Rhin durchflossen, der vom Dollgower See über den Köpernitzsee in den Rheinsberger Rhin fließt. 

## Freizeit
Um den See führt ein 5,4 km langer Rundwanderweg, der See wird als Angelgewässer genutzt.